# Jordi Casas i Bedós
Jordi Casas i Bedós (Sabadell, 14 de maig de 1954) és un advocat i polític català, diputat al Congrés dels Diputats i al Parlament de Catalunya.

## Biografia
És llicenciat en dret per la Universitat de Barcelona i membre del Cercle d'Economia, del Col·legi d'Advocats de Barcelona i del Col·legi d'Advocats de Sabadell. Del 1977 al 1987 ha estat assessor jurídic del Gremi de Fabricants de Sabadell i de la Federación Nacional de la Industria Textil Lanera i del Consejo Intertextil Español. També ha participat com a comentarista a Catalunya Ràdio.
És membre del Comité de Govern d'Unió Democràtica de Catalunya (UDC), partit en el qual milita des del 1983, amb la coalició CiU ha estat regidor dels ajuntaments de Matadepera (1983-1987) i Sabadell (1995-1999). Alhora, ha estat elegit diputat per la província de Barcelona a les eleccions generals espanyoles de 1986, 1989 i 1993. Ha estat portaveu adjunt del grup parlamentari de CiU al Congrés dels Diputats de 1989 a 1993 i secretari primer de la Comissió d'Investigació sobre la situació del patrimoni de Mariano Rubio en 1994. També va destacar com a ponent en més de catorze projectes de llei, especialment en matèries fiscals, tributàries i relacionades amb la Unió Europea.
Després fou elegit diputat al Parlament de Catalunya a les eleccions al Parlament de Catalunya de 1995, 1999 i 2003. Durant el seu mandat ha estat portaveu adjunt del Grup Parlamentari de Convergència i Unió i membre de diverses comissions.
En 2003 fou designat com a Senador pel Parlament de Catalunya, càrrec que va mantenir fins a 2011. Ha estat, entre altres càrrecs secretari segon de la Mesa del Senat (2007-2008), portaveu de la Comissió de Defensa (2004) i de la Comissió Constitucional (2004-2006).
En 2011 va ser nomenat delegat del govern de Catalunya en Madrid, però va dimitir en l'estiu de 2013, i fou rellevat per Josep Maria Bosch i Bessa. Sobre del projecte de referèndum i el discurs independentista de diverses formacions polítiques catalanes, s'ha mostrat contrari a les posicions que pretenen enfrontar Espanya i Catalunya, lamentant que, si l'esperit de la Transició Espanyola va ser la cerca de l'"acord", els actuals dirigents polítics semblen més partidaris de fomentar la "discrepància", i ha estat crític amb els qui, des de Catalunya, veuen la crisi política catalana només "com un problema d'Espanya".
El febrer de 2024 fou nomenat president de la Fundació per la Indústria, antic Gremi de Fabricants de Sabadell.
de Fabricants de Sabadell,